# Dysmenorroe
Dysmenorroe is het optreden van pijn en/of krampen tijdens de menstruatie. De pijn kan overal gevoeld worden in het lichaam, maar centreert zich vaak in de buik, rug, benen of in het hoofd. Als er geen sprake is van een onderliggende oorzaak voor de pijn of krampen dan spreekt men van primaire dysmenorroe. Soms bestaan er afwijkingen van de baarmoeder en/of omliggende weefsels die de klachten kunnen veroorzaken, zoals myomen of endometriose. In die gevallen is er sprake van secundaire dysmenorroe. Dysmenorroe kan gepaard gaan met hypermenorroe (te veel bloedverlies), polymenorroe (vaker dan normaal ongesteld worden) of menometrorragie (te vaak en te veel) maar dit hoeft niet.
Behandeling bestaat uit het zo mogelijk wegnemen van een onderliggende oorzaak en indien dit niet mogelijk is gebruik van pijnstillers van de NSAID-groep. Vaak kan ook de cyclus gereguleerd worden met de pil of zelfs geheel worden onderdrukt door de pil door te slikken.